# La Neuville-Sire-Bernard
La Neuville-Sire-Bernard é uma comuna francesa na região administrativa de Altos da França, no departamento de Somme. Estende-se por uma área de 4,18 km². Em 2010 a comuna tinha 296 habitantes (densidade: 70,8 hab./km²).